# 11969 Gay-Lussac
11969 Gay-Lussac este o planetă minoră (asteroid), cu un diametru de 4,268 km, din centura de asteroizi. A fost descoperită pe 10 august 1994 la Observatorul European Austral de Eric Walter Elst și a fost numită după Joseph Louis Gay-Lussac. 
Obiectul prezintă o orbită caracterizată de o semiaxă mare de 2,7814001 UAi, o excentricitate de 0,08, o înclinație de 2,49298 ° în raport cu ecliptica.